# Pałac w Bużanach
Pałac w Bużanach – wybudowany około 1850 r. w  stylu późnoklasycystycznym przez Wincentego Zagórskiego według projektu Henryka Marconi istniał do 1939 r.
Pałac wyróżniał czterokolumnowy portyk, który był połączony z ćwierkolistną galerią, mieszczącą oficynę. We wnętrzu znajdowały się zbiory rodzinne: biblioteka, kolekcja porcelany i obrazów.
Obok pałacu powstały: park, wozownia i stajnie.